# Мериляйнен, Уско
Уско Мериляйнен (фин. Usko Meriläinen; 27 января 1930, Тампере — 12 ноября 2004, там же) — один из ведущих финских композиторов, дирижёр, музыкальный педагог. Лауреат высшей государственной награды Финляндии для деятелей искусств
медалью Pro Finlandia (1987).

## Биография
В 1953 году окончил Музыкальную академии им. Сибелиуса в Хельсинки. Ученик Л. Фунтека и А. Мериканто. До 1958 года продолжал учёбу в Асконе (Швейцария).
В 1955—1956 годах дирижирировал хором финской национальной оперы в Хельсинки, в 1956—1957 гг. — дирижёр симфонического оркестра Куопио, затем, до 1960 года — дирижёр театра в Тампере.
Работал преподавателем музыкального факультета Университета Тампере. Доцент.
Неоднократно выступал в качестве приглашённого дирижёра.

## Творчество
Как композитор, начал деятельность в 1950-х годах как неоклассицист, позже создавал музыку под влиянием произведений И. Стравинского, со временем выработал свой собственный композиционный стиль, который он назвал композиционными персонажами . В 1955 году обратился к методу с 12 нотами, но отказался от него в 1965 году после завершения своего первого струнного квартета. Впоследствии использовал то, что он назвал своей «техникой характера», впервые использованную в своей Второй фортепианной сонате (1966).
Экспериментировал с электронной музыкой.
Автор шести симфоний (1953—1955, 1964, 1971, 1975, 1976 и 1996—2003 гг.), камерная музыки, музыкальных произведений для оркестра и фортепиано (включая 4 концерта), других оркестровых произведений, квартетов, фортепианных сонат, балетов (Arius (1958—1960)), Psyche (1973), Ku-gu-ku (1979), Alasin (1975), в том числе, с использованием электронной музыки и других работ.
В 1986 году был одним из основателей Биеннале музыкального авангарда в Тампере, которым он руководил до 2000 года.
В 1987 году награждён медалью Pro Finlandia.
В 1954 году его  Partita for Brass заняла второе место на конкурсе композиторов Тора Джонсона в Цинциннати, штат Огайо, США. В 1965 году стал лауреатом премии им. Я. Сибелиуса.
Похоронен на кладбище Хиетаниеми в Хельсинки.